# Gabriela de la Garza
Gabriela de la Garza (Città del Messico, 3 ottobre 1976) è un'attrice messicana, nota per le sue varie interpretazioni nelle serie televisive, tra cui quella di Diana Turbay in Narcos e per essere stata protagonista di Vuelve temprano.

## Filmografia parziale

### Televisione
- Como ama una mujer (2007)
- Narcos (2015)
- Vuelve temprano (2016-2017)
- Che fine ha fatto Sara? (2021)
- Vencer la culpa (2023)